# Andrea Schwarzmann
Andrea Schwarzmann (* 15. Februar 1965 in Bludenz) ist eine österreichische Politikerin (ÖVP), Landwirtin und Kammerfunktionärin. Schwarzmann kandidierte bei der Landtagswahl in Vorarlberg 2019 für ihre Partei auf dem fünften Listenplatz im Wahlbezirk Bludenz und wurde in der Folge in den Vorarlberger Landtag gewählt. In der konstituierenden Sitzung des Landtags der 31. Legislaturperiode am 6. November 2019 wurde sie als Abgeordnete angelobt.

## Werdegang
Andrea Schwarzmann bewirtschaftet gemeinsam mit ihrem Ehemann einen Bergbauernhof in Raggal im Vorarlberger Großen Walsertal. Sie absolvierte die Meisterprüfung in ländlicher Hauswirtschaft und besuchte die Bäuerliche Unternehmensschulung, den Politiklehrgang für Frauen sowie den ZAM-Lehrgang (Zukunftsorientierte agrarische Motivation) am Ländlichen Fortbildungsinstitut, dessen Vorarlberger Vorstand sie auch seit 2008 angehört.
Ab 1995 war Andrea Schwarzmann als Gebietsbäuerin-Stellvertreterin und Ortsbäuerin-Stellvertreterin in Raggal in der bäuerlichen Interessensvertretung aktiv. Von 2000 bis 2005 war sie gewählte Landesbäuerin-Stellvertreterin in der Landwirtschaftskammer Vorarlberg, ehe sie 2005 schließlich zur Landesbäuerin und damit zur obersten Repräsentantin der Landwirtinnen in Vorarlberg, gewählt wurde. Gleichzeitig wurde sie auch Landwirtschaftskammer-Vizepräsidentin von Vorarlberg sowie ab 2006 Kammerrätin in der Vorarlberger Landwirtschaftskammer. 2011 wurde Andrea Schwarzmann als Mitglied des Leistungsausschusses Vorarlberg in die Sozialversicherungsanstalt der Bauern entsandt.
Im April 2013 folgte schließlich die Wahl zur „Bundesbäuerin“, also zur Vorsitzenden der Arbeitsgemeinschaft Österreichische Bäuerinnen in der Bundeslandwirtschaftskammer. Im Jahr 2017 wurde sie in dieser Funktion einstimmig bestätigt. Ebenfalls 2017 wurde sie Vizepräsidentin des Österreichischen Bauernbundes, einer Teilorganisation der Österreichischen Volkspartei. Seit Juni 2018 ist Andrea Schwarzmann Mitglied des Aufsichtsrats der Ländle Qualitätsprodukte Marketing GmbH, eines Unternehmens, das Produkte der Vorarlberger Landwirtschaft durch Gütesiegel und Marketingmaßnahmen bewirbt.
Im Vorfeld der Landtagswahl in Vorarlberg 2019 hatte sich Andrea Schwarzmann ebenso wie der Bludenzer Stadtrat Christoph Thoma auf den fünften Listenplatz der Vorarlberger Volkspartei im Wahlbezirk Bludenz beworben. Thoma zog seine Kandidatur allerdings noch vor der Abstimmung zurück und kandidierte auf dem sechsten Bludenzer Listenplatz. Letztlich konnten sowohl Schwarzmann über den fünften Platz der Bezirksliste als auch Thoma über den Landeswahlvorschlag der ÖVP ein Mandat im Vorarlberger Landtag erreichen. Die Angelobung als Abgeordnete des Landtags der 31. Legislaturperiode fand am 6. November 2019 statt. Im April 2021 wurde Irene Neumann-Hartberger zu ihrer Nachfolgerin als Bundesbäuerin gewählt.

## Auszeichnungen
- 2022: Hans-Kudlich-Preis[10]